# Liouban
Pour les articles homonymes, voir Liouban (homonymie).
Liouban (en russe : Любань) est une ville de l'oblast de Léningrad, en Russie. Elle fait partie du raïon de Tosno. Sa population s'élevait à 4 474 habitants en 2013.

## Géographie
Liouba est arrosée par la rivière Tigoda et se trouve à 85 km au sud-est de Saint-Pétersbourg.

## Histoire
La localité de Liouban est connue depuis le XVe siècle. Le statut de ville lui a été accordé en 1912. Liouban se trouve sur la ligne de chemin de fer Moscou – Saint-Pétersbourg.
La principale entreprise industrielle de la ville est une usine de bois d'œuvre.

## Population
Recensements (*) ou estimations de la population
| 1897* | 1926* | 1931  | 1935  | 1959* | 1970* |
| ----- | ----- | ----- | ----- | ----- | ----- |
| 2 285 | 4 284 | 4 400 | 7 000 | 7 139 | 6 970 |

| 1979* | 1989* | 2002* | 2010* | 2012  | 2013  |
| ----- | ----- | ----- | ----- | ----- | ----- |
| 7 057 | 5 078 | 4 616 | 4 188 | 4 188 | 4 474 |

| 2015  | 2017  | 2019  | 2021  | - | - |
| ----- | ----- | ----- | ----- | - | - |
| 4 615 | 4 610 | 4 527 | 4 324 | - | - |